# Nososticta aurantiaca
Nososticta aurantiaca är en trollsländeart som beskrevs av Maurits Anne Lieftinck 1938. Nososticta aurantiaca ingår i släktet Nososticta och familjen Protoneuridae. Inga underarter finns listade i Catalogue of Life.